# Anna Genoveffa di Borbone-Condé
Anna Genoveffa di Borbone-Condé (Castello di Vincennes, 28 agosto 1619 – Parigi, 5 aprile 1679) è stata una principessa francese nota per la sua bellezza e i suoi amori, la sua influenza durante le guerre civili della Fronda e la sua conversione al giansenismo.
Era l'unica figlia femmina di Enrico II di Borbone, principe di Condé, e di sua moglie, Carlotta Margherita di Montmorency; era quindi sorella di Luigi II, il Gran Condé.

## Biografia

### Infanzia e gioventù
Anna Genoveffa nacque nella prigione del castello di Vincennes, nel quale i suoi genitori erano stati relegati per la loro opposizione al Maresciallo d'Ancre, il favorito della regina Maria de' Medici, che all'epoca era reggente per il figlio Luigi XIII di Francia, ancora minorenne.
Venne educata con grande severità nel convento carmelitano in rue Saint-Jacques, a Parigi. I primi anni della sua infanzia vennero adombrati dall'esecuzione dello zio Enrico II, duca di Montmorency, unico fratello della madre, a causa dei suoi intrighi contro Richelieu nel 1632, nonché del cugino della madre, il conte François de Montmorency-Boutteville, accusato di duello illegale nel 1635. I genitori di Anna Genoveffa riuscirono però a trattare la pace con il Cardinale Richelieu e così, nel 1635, poterono fare ritorno in società, dove ben presto la giovane principessa divenne una delle stelle dell'Hôtel de Rambouillet, che all'epoca era il centro di tutto quello che era colto, arguto e gaio in Francia.

### "Dea della pace e della concordia"

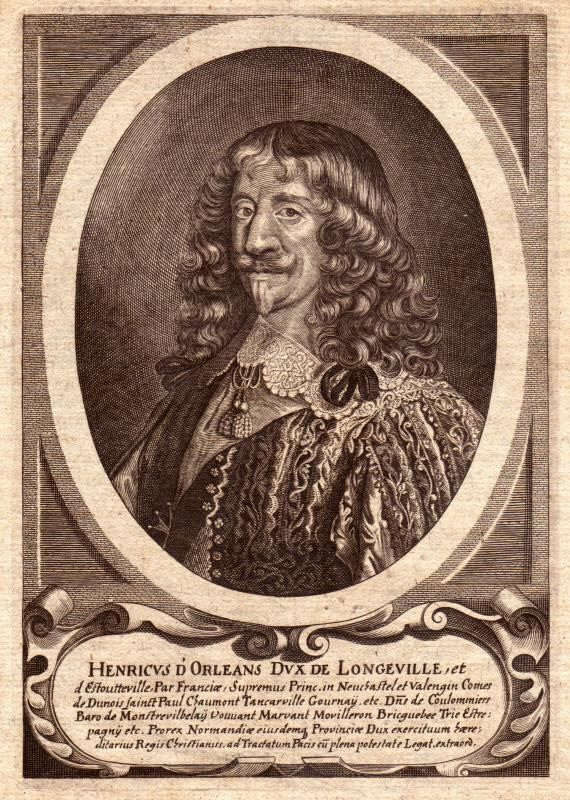
Enrico II d'Orléans, duca di Longueville: il marito di Anna Genoveffa

Nel 1642 Anna Genoveffa venne data in moglie a Enrico II d'Orlèans, duca di Longueville, governatore della Normandia; egli era vedovo e aveva il doppio dell'età della giovane moglie; il matrimonio non fu felice. Dopo la morte di Richelieu suo padre divenne il capo del consiglio di reggenza durante la minore età di Luigi XIV, mentre suo fratello Luigi riportò una grande vittoria nella battaglia di Rocroi, nel 1643; questi avvenimenti portarono la Duchessa ad assumere un'elevata importanza politica. Nel 1646 Anna Genoveffa accompagnò il marito a Münster, dove era stato inviato dal cardinale Giulio Mazzarino come ministro plenipotenziario; qui riuscì a esercitare il suo fascino sui diplomatici tedeschi che stavano lavorando alla Pace di Vestfalia e venne soprannominata "Dea della pace e della concordia".

### I giorni della Fronda
Ritornata dal viaggio in Germania Anna Genoveffa si innamorò del Duca di La Rochefoucauld, l'autore delle Massime, il quale utilizzò l'amore di Genoveffa per influenzarne il fratello e quindi guadagnarsi degli onori per sé stesso.
Essa fu uno dei personaggi principali e leader della prima Fronda, durante la quale cercò di portare a conoscenza del fratello Armando, principe di Conti, e del marito il diffuso malcontento; ella d'altronde fallì nell'attrarre al suo partito il Gran Condé stesso, la cui lealtà al trono portò al rovesciamento del movimento.
Fu durante la prima Fronda che essa andò a vivere all'Hôtel de Ville e scelse la città di Parigi come luogo in cui dare alla luce il figlio Carlo Parigi, battezzato da Jean-François Paul de Gondi, nipote e coadiutore dell'Arcivescovo di Parigi ed anima della Fronda, che gli impose anche il nome della città. Il piccolo fu riconosciuto dal marito duca di Longueville ma probabilmente frutto della relazione adulterina con il Duca di La Rochefoucauld.
La pace d'altronde non la soddisfaceva, benché La Rochefoucauld riuscì a ottenere i titoli che desiderava. La seconda Fronda fu largamente merito suo, e in essa Anna Genoveffa giocò l'importantissimo ruolo di arruolare tra i ribelli prima il Gran Condé e poi Gran Turenne. Negli ultimi anni della guerra venne accompagnata in Aquitania dal Duca di Nemours: questa intimità diede a La Rochefoucauld una scusa per abbandonarla e fare ritorno dalla sua precedente amante, la Duchessa di Chevreuse.

### Giansenismo: un rifugio dalla disgrazia
Abbandonata dall'amante e caduta in disgrazia presso la corte, la Duchessa di Longueville trovò rifugio nella religione; accompagnò il marito nel suo incarico di governo presso Rouen e si dedicò a opere caritatevoli. Prese come propria guida spirituale la badessa Antoine Singlin (1607-1644) di Port-Royal des Champs. Visse in Normandia fino al 1663, anno in cui morì suo marito ed essa fece ritorno a Parigi.
Nella capitale iniziò a sviluppare delle convinzioni gianseniste; la sua devozione religiosa, il ricordo della sua influenza durante i disastrosi giorni della Fronda e dell'amore che suo fratello Luigi portava per lei, la resero più benvoluta. Il Re la perdonò e si mostrò rispettoso nei suoi confronti. Anna Genoveffa divenne così la più grande protettrice dei giansenisti e fu nella sua casa che Antoine Arnauld, Pierre Nicole e Noël Lalane, autore di De la Grâce victorieuse, vennero accolti. È al suo interessamento che, in gran parte, devono essere attribuiti la scarcerazione dalla Bastiglia di Louis-Isaac Lemaistre de Sacy, la presentazione al governo di Simon Arnauld, marchese di Pomponne, e l'introduzione al Re di Antoine Arnauld.
Le famose lettere di Anna Genoveffa al papa costituirono una parte importante del convento di Port-Royal e, finché rimase in vita, le suore dell'abbazia furono al sicuro.
Il figlio maggiore, Giovanni Luigi Carlo, rinunciò ai propri titoli e proprietà, divenendo un gesuita e assumendo il nome di Abbé d'Orléans; il più giovane, Carlo Parigi, dopo avere condotto una vita di vizi e sregolatezze, venne ucciso in battaglia durante l'attraversamento del Reno nel 1673.

### Ultimi anni e morte
Nell'ultimo periodo della sua vita la salute iniziò ad abbandonarla ed essa si ritirò nel convento carmelitano dove era stata educata; nel 1679 Anna Genoveffa morì e venne sepolta con grande sfarzo da parte del fratello Principe di Condé, mentre il suo cuore, come da lei desiderato, venne mandato alle monache di Port-Royal des Champs.

## Discendenza
Enrico II e Anna Genoveffa ebbero quattro figli:
- Carlotta Luisa (1644–1645), mademoiselle de Dunois;
- Giovanni Luigi (12 gennaio 1646 – 4 febbraio 1694), succedette al padre come Duca di Longueville, ma nel 1668 rinunciò ai propri titoli e proprietà per unirsi alla compagnia di Gesù; riassunse poi i titoli nel 1672 alla morte del fratello;[2]
- Maria Gabriella (1646–1650);
- Carlo Parisio (29 gennaio 1649 – 12 giugno 1672), che succedette al fratello maggiore nei titoli della Casa di Orléans-Longueville; fu Duca di Longueville, d'Estouteville, principe sovrano di Neufchâtel e di Valangin, Conte di Dunois e di Saint-Pol. Egli era in realtà nato da una relazione della madre con François de Marcillac, duca di La Rochefoucauld, ma riconosciuto come figlio da Enrico II di Orléans-Longueville.

## Fonti su Anna Genoveffa
Una fonte sulla vita della Duchessa di Longueville è il libro in due volumi scritto da Villefore il Giansenista, pubblicato nel 1738. Victor Cousin dedicò ad Anna Genoveffa un'opera in quattro volumi (M.me de Longueville pendant la Fronde) che offre un ritratto della sua epoca. Altri accenni si trovano in Portraits des femmes (1840) di Sainte-Beuve; la relazione della Duchessa con Port-Royal si possono studiare nelle memore di Arnauld e nelle cronache del convento.

## Ascendenza
|                                       |                         |                                     | Genitori                               |  |  | Nonni |  |  | Bisnonni                    |  |  | Trisnonni                       |  |
|                                       |                         |                                     |                                        |  |  |       |  |  | 8. Luigi I di Borbone-Condé |  |  | 16. Carlo IV di Borbone-Vendôme |  |
|                                       |                         |                                     |                                        |  |  |       |  |  | 8. Luigi I di Borbone-Condé |  |  | 16. Carlo IV di Borbone-Vendôme |  |
|                                       |                         | 17. Francesca d'Alençon             |                                        |  |  |       |  |  | 8. Luigi I di Borbone-Condé |  |  |                                 |  |
| 4. Enrico I di Borbone-Condé          |                         |                                     |                                        |  |  |       |  |  | 8. Luigi I di Borbone-Condé |  |  |                                 |  |
|                                       |                         | 9. Éléonore de Roucy                | 18. Charles de Roye, conte di Roucy    |  |  |       |  |  |                             |  |  |                                 |  |
|                                       |                         | 9. Éléonore de Roucy                | 18. Charles de Roye, conte di Roucy    |  |  |       |  |  |                             |  |  |                                 |  |
|                                       |                         | 9. Éléonore de Roucy                | 19. Madeleine de Maillé, dama di Conti |  |  |       |  |  |                             |  |  |                                 |  |
| 2. Enrico II di Borbone-Condé         |                         | 9. Éléonore de Roucy                |                                        |  |  |       |  |  |                             |  |  |                                 |  |
|                                       |                         | 10. Luigi III de La Trémoille       | 20. Francesco II de La Trémoille       |  |  |       |  |  |                             |  |  |                                 |  |
|                                       |                         | 10. Luigi III de La Trémoille       | 20. Francesco II de La Trémoille       |  |  |       |  |  |                             |  |  |                                 |  |
|                                       |                         | 10. Luigi III de La Trémoille       | 21. Anna di Laval                      |  |  |       |  |  |                             |  |  |                                 |  |
| 5. Carlotta Caterina de La Trémoille  |                         | 10. Luigi III de La Trémoille       |                                        |  |  |       |  |  |                             |  |  |                                 |  |
|                                       |                         | 11. Jean de Montmorency             | 22. Anne de Montmorency (= 12)         |  |  |       |  |  |                             |  |  |                                 |  |
|                                       |                         | 11. Jean de Montmorency             | 22. Anne de Montmorency (= 12)         |  |  |       |  |  |                             |  |  |                                 |  |
|                                       |                         | 11. Jean de Montmorency             | 23. Maddalena di Savoia (= 13)         |  |  |       |  |  |                             |  |  |                                 |  |
| 1. Anna Genoveffa di Borbone          |                         | 11. Jean de Montmorency             |                                        |  |  |       |  |  |                             |  |  |                                 |  |
|                                       | 12. Anne de Montmorency | 24. Guillaume de Montmorency        |                                        |  |  |       |  |  |                             |  |  |                                 |  |
|                                       | 12. Anne de Montmorency | 24. Guillaume de Montmorency        |                                        |  |  |       |  |  |                             |  |  |                                 |  |
|                                       | 12. Anne de Montmorency | 25. Anna Pot                        |                                        |  |  |       |  |  |                             |  |  |                                 |  |
| 6. Enrico I di Montmorency            | 12. Anne de Montmorency |                                     |                                        |  |  |       |  |  |                             |  |  |                                 |  |
|                                       |                         | 13. Maddalena di Savoia             | 26. Renato di Savoia-Villars           |  |  |       |  |  |                             |  |  |                                 |  |
|                                       |                         | 13. Maddalena di Savoia             | 26. Renato di Savoia-Villars           |  |  |       |  |  |                             |  |  |                                 |  |
|                                       |                         | 13. Maddalena di Savoia             | 27. Anna Lascaris                      |  |  |       |  |  |                             |  |  |                                 |  |
| 3. Carlotta Margherita di Montmorency |                         | 13. Maddalena di Savoia             |                                        |  |  |       |  |  |                             |  |  |                                 |  |
|                                       |                         | 14. Jacques de Budos                | 28. Jean de Budos                      |  |  |       |  |  |                             |  |  |                                 |  |
|                                       |                         | 14. Jacques de Budos                | 28. Jean de Budos                      |  |  |       |  |  |                             |  |  |                                 |  |
|                                       |                         | 14. Jacques de Budos                | 29. Louise de Porcelet                 |  |  |       |  |  |                             |  |  |                                 |  |
| 7. Luisa di Budos                     |                         | 14. Jacques de Budos                |                                        |  |  |       |  |  |                             |  |  |                                 |  |
|                                       |                         | 15. Catherine de Clermont-Montoison | 30. Claude de Clermont-Montoison       |  |  |       |  |  |                             |  |  |                                 |  |
|                                       |                         | 15. Catherine de Clermont-Montoison | 30. Claude de Clermont-Montoison       |  |  |       |  |  |                             |  |  |                                 |  |
|                                       |                         | 15. Catherine de Clermont-Montoison | 31. Louise de Rouvroy de Saint-Simon   |  |  |       |  |  |                             |  |  |                                 |  |
|                                       |                         | 15. Catherine de Clermont-Montoison |                                        |  |  |       |  |  |                             |  |  |                                 |  |